# Gustaf Werner
Gustaf Werner, född 24 februari 1859 i Bollebygd, död 28 mars 1948 i Göteborg, var en svensk affärsman och donator. Han var verksam som industriman inom inte minst textilindustrin, med ett antal fabriker runt om i Göteborgsområdet.

## Biografi
Gustaf Werner var son till lantbrukaren Pehr Andersson och Britta Andersson, född Bengtsdotter. Han studerade på Göteborgs högre elementarläroverk i Göteborg 1872-76, gick en handelskurs och reste till Tyskland där han gick på Rostocks handelsinstitut. Därefter for han vidare till Frankrike för några års affärsstudier, bland annat arbetade han på en vinfirma i Bordeaux. Från denna tid lärde han inte bara att uppskatta och förstå sig på franska viner, utan framförallt tog han med sig hem en djup beundran för fransk kultur.
Efter hemkomsten till Göteborg fick han plats i det textilhandelsföretag, Aug. Werner & C:o AB, som grundats av hans äldste bror August, men som efter dennes död leddes av en tredje bror, Anders. Den 1 april 1885 grundade Gustaf Werner tillsammans med en jämnårig kompanjon, Wilhelm Carlström, företaget Werner & Carlström för engrosförsäljning av textilvaror, främst garn av ylle och bomull. Werners kapitalinsats var cirka 20 000 kronor och då hade han fått hjälp av både systrar och sin moder. De första lokalerna hyrdes i Aug. Abrahamsson & C:os hus vid Östra Larmgatan 16 i Göteborg. För att slippa importera färdiga garner började man snart att planera för ett eget spinneri i Göteborg. Efter ingående förberedelser och studier i bland annat England grundades 1896 Göteborgs Kamgarnsspinneri. Även Werner & Carlström omvandlades till aktiebolag 1898.
År 1905 förvärvade Gustaf Werner en betydande aktiepost i det välkända göteborgsföretaget Aug. Johansson Mark & C:o AB, som under den då rådande ekonomiska krisen drabbats av kapitalbrist. Genom detta förvärv fick AB Werner & Carlström kontrollen över bland andra Gårda Fabrikers AB och AB Lana Kamgarnsspinneri i Mölndal. Flera andra företag tillkom, däribland Aug. Werner & C:o AB, Fridkulla Fabrikers AB, Eric Anderssons AB och AB Herman Kürzel.
August Werners textilfabrik (färgeri) var en av de sista existerande textilindustrierna i Göteborgsområdet. Det står numera kvar i östra Lindome, som ett minne över ortens enda större industri. De förfallna byggnaderna ägs sedan 2001 av det norska fastighetsbolaget Seacrown, som hyr ut lokalerna till flera mindre verksamheter.
Efter att kompanjonen Carlström begått självmord 1907 var Werner ensam bolagets VD och styrelseordförande. Under slutet av 1880-talet och ända fram tills han 1915 köpte den Wijkska villan, bodde Werner i arkitekt Adrian C. Petersons hyreshus, på Kungsportsavenyen 18. Wijkska villan vid Parkgatan 25 kallas numera Wernerska villan. Enligt Werners testamente skulle huset tillfalla Göteborgs stad efter hans båda systrars död; Maria blev 103 år och Hilda 94. Bägge var ogifta.

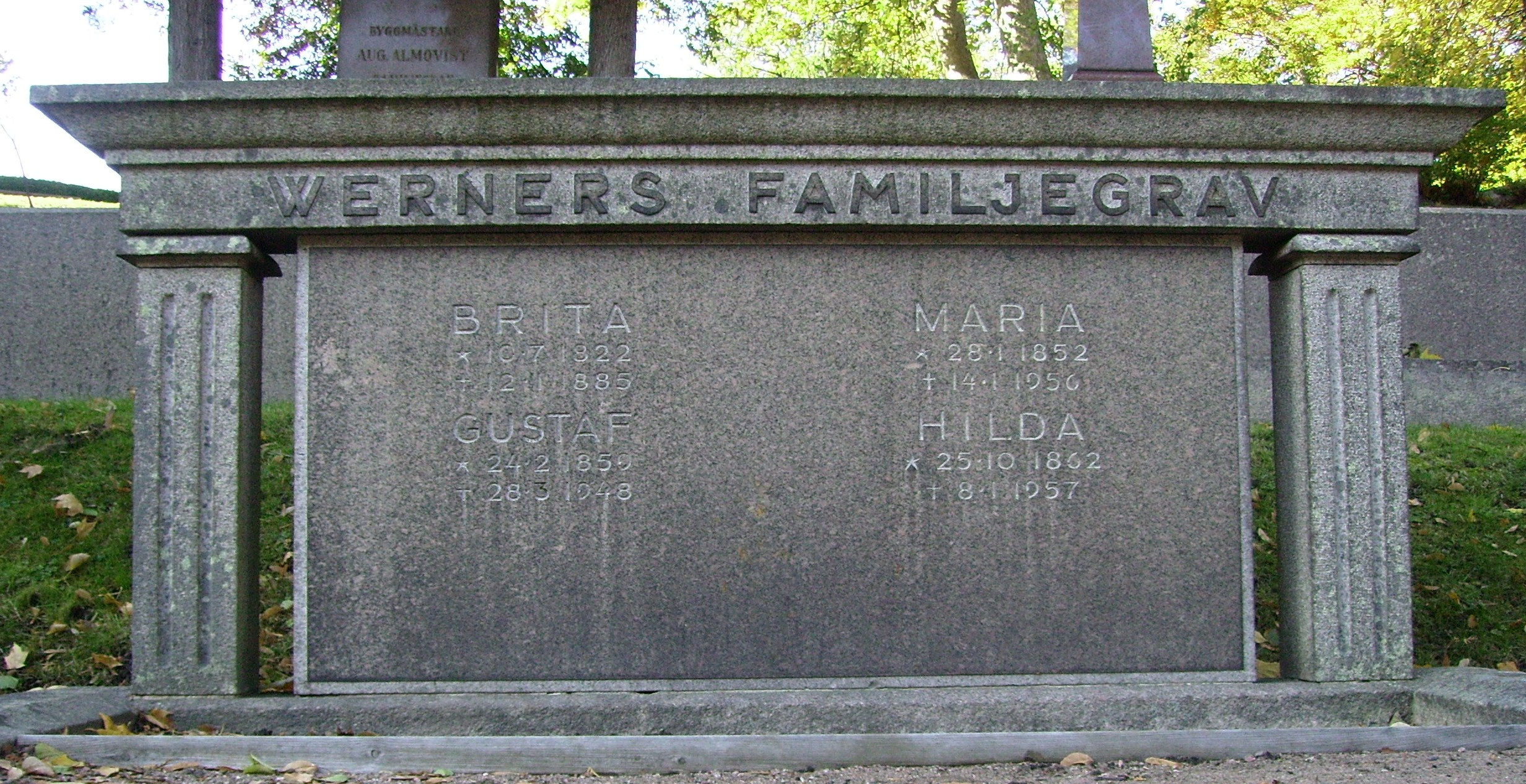
Gustaf Werners grav på Östra kyrkogården, Göteborg.

Werner dog ogift och ligger begravd på Östra kyrkogården i Göteborg.
I en intervju på äldre dagar hävdar Werner "Det är inte alls konstigt att bli miljonär. Man arbetar, man sköter sig, man är försiktig, man gör inte alltför många dumheter, man är inte snål och inte småaktig och, framförallt, man lever något under och aldrig över sina tillgångar."
Hans största fritidsintressen, utöver bokläsandet, var jakt, hundar, fiske och friluftsliv. Under 40 års tid tillbringade han några veckor varje sommar i sin jakt- och fiskestuga vid Hornavan i Lappland, där han med en same som enda sällskap fiskade laxöring och röding. Under hösten jagade han varje weekend på sina marker i Lindome eller Rossared. Han var en av stiftarna av Svenska Setterklubben för engelsk setter liksom av Göteborgs Jaktsällskaps Jägareklubb. Han erhöll under sin levnad ett mycket stort antal hedersutmärkelser för föredömligt arbete inom såväl jakt och jaktvård som kynologin.

## Donationerna
Gustaf Werner var också en av Göteborgs största donatorer, bland annat fick staden såväl som musikaliska högskolan och Handelshögskolan ta emot betydande donationer. Till Uppsala universitet skänkte han två miljoner kronor för byggandet av cyklotronen i Gustaf Werners Institut för Kärnkemi (GWI), vilket invigdes den 8 december 1949.
Den 14 oktober 1916 donerades en miljon kronor till en teaterfond för Göteborg, "Göteborgs stads teaterfond". Donatorer var förutom Gustaf Werner; Willgodt Kullgren, Ernst Krüger, Conrad Pineus, Mathilda Broström, Gösta Fraenckel, Wilhelm Henriques, Anna Johansson, Herman Mannheimer och Hjalmar Wijk med 100 000 kronor vardera. Förutsättningen för gåvan var att staden skulle uppföra en modern och värdig teaterlokal (sedermera Göteborgs stadsteater vid Götaplatsen).
Göteborgs museum fick den 6 juli 1923 mottaga 14 äldre och mycket värdefulla, holländska målningar.
1938 skänktes Gustaf Cederströms första version från 1878 av Karl XII:s likfärd till Göteborgs konstmuseum.
1958 mottog Göteborgs stad genom Gustaf Werners testamente den Wernerska villan vid Parkgatan 25, inklusive en mängd värdefulla inventarier.